# الدوري المكسيكي الممتاز 1973-74
الدوري المكسيكي الممتاز 1973-74 (بالإسبانية: Primera División de México 1973-74)‏ هو موسم من الدوري المكسيكي الممتاز. كان عدد الأندية المشاركة فيه 18، وفاز فيه كروز آزول.